# Adapedonta
Adapedonta is een orde van tweekleppigen uit de superorde Imparidentia.

## Taxonomie
De volgende taxa zijn bij de orde ingedeeld:
- Superfamilie (†) Edmondioidea W. King, 1850
  - Familie (†) Edmondiidae W. King, 1850
  - Familie (†) Pachydomidae P. Fischer, 1887
- Superfamilie Hiatelloidea J.E. Gray, 1824 (= Hiatellacea)
  - Familie Hiatellidae Gray, 1824
- Superfamilie Solenoidea Lamarck, 1809
  - Familie Pharidae H. Adams & A. Adams, 1856
  - Familie Solenidae Lamarck, 1809